# جورج ك. ريتشاردسون
جورج ك. ريتشاردسون (بالإنجليزية: George C. Richardson)‏ هو سياسي أمريكي، ولد في 27 أبريل 1808 في الولايات المتحدة، وتوفي في 20 مايو 1886.